# Guy Wolstenholme
Guy Bertram Wolstenholme (Leicester, 8 maart 1931 – 9 oktober 1984) was een Engelse professioneel golfer.

## Amateur
Ook als amateur had Guy Wolstenholme een goede carrière. Hij won het Engels Amateur Kampioenschap tweemaal.

### Gewonnen
- 1956: English Amateur, Berkshire Trophy, German Amateur
- 1957: Golf Illustrated Gold Vase
- 1958: Berkshire Trophy
- 1959: English Amateur,
- 1960: Brabazon Trophy, Berkshire Trophy

### Teams
- Walker Cup: 1959
- Eisenhower Trophy: 1958, 1960

## Professional
In 1960 werd Wolstenholme professional en emigreerde enkele jaren later naar Australië, waar hij viermaal het Victoria Open won.
Vanaf 1973 speelde hij op de Europese PGA Tour, die toen nog in haar kinderschoenen stond, ook qua prijzengeld. Hij speelde toen onder andere het Dutch Open, dat na de tweede ronde een cut had voor 80 spelers, en na de derde ronde mochten de beste vijftig spelers door naar de laatste ronde. 
In 1974 bereikte hij de 41ste plaats op de Order of Merit, zijn beste positie ooit. 
In 1982 en 1983 speelde Wolstenholme op de Amerikaanse Seniors Tour (nu Champions Tour), waar hij tweemaal een 2de plaats bereikte en 8ste werd op de rangorde van 1983. 
Hij overleed in 1984 aan kanker.

### Gewonnen
- 1963: Jeyes Tournament (met 12 slagen voorsprong)
- 1966: British PGA Close Championship
- 1967: Kenya Open, Denmark Open
- 1970: Endeavour Masters Tournament (Australia), Dutch Open
- 1971: South Australian Open, Victoria Open
- 1976: Victoria Open
- 1978: Victoria Open
- 1980: Victoria Open
- 1981: Australian Seniors Championship

Guy Wolstenholme is de vader van Gary Wolstenholme.